# 야쿠츠크주

야쿠츠크주의 문장

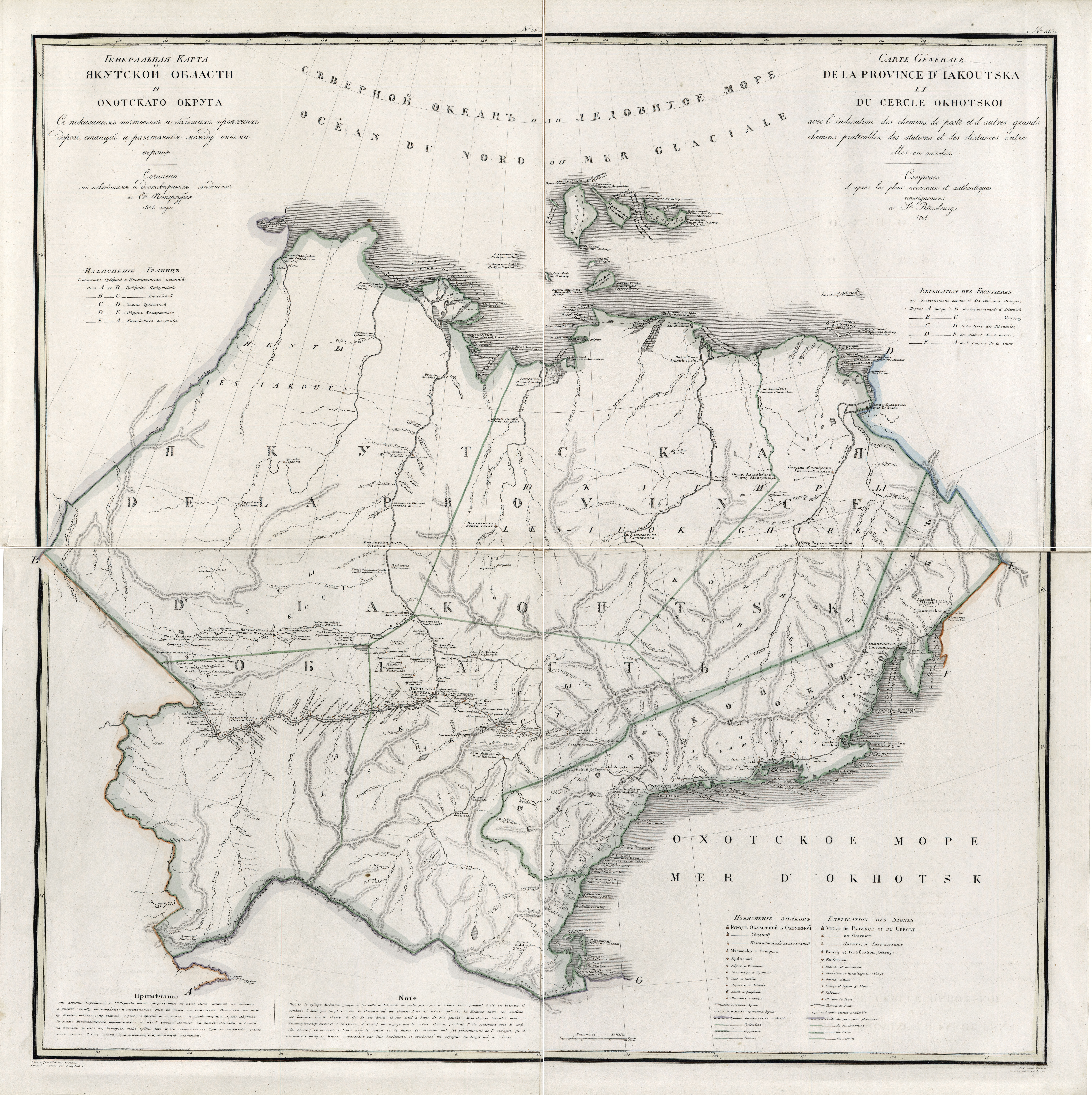
야쿠츠크주의 지도

야쿠츠크주(러시아어: Якутская область)는 1805년부터 1920년까지 존재했던 러시아 제국의 주로 주도는 야쿠츠크이며 면적은 3,969,123km2, 인구는 269,880명(1897년 당시 기준)이다. 현재의 러시아 사하 공화국, 마가단주에 걸쳐 있었다.